# FM 트랜스미터 (개인용 장치)

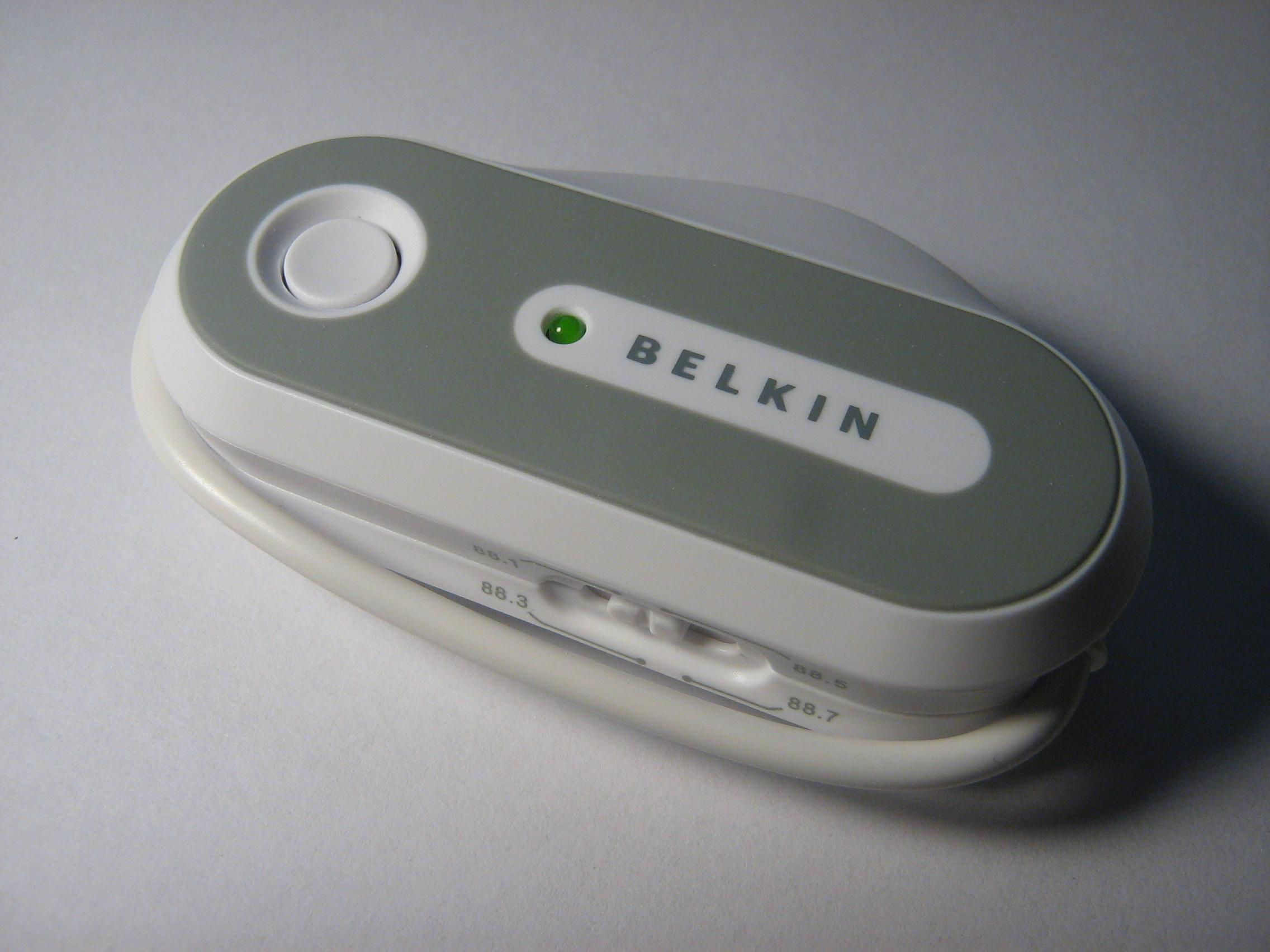
3.5mm 헤드폰 잭이 있는 곳에 꽂아 쓸 수 있는 벨킨 튠캐스트 트랜스미터. 주파수 범위는 88.1 - 88.3 - 88.5 - 88.7 MHz이다.

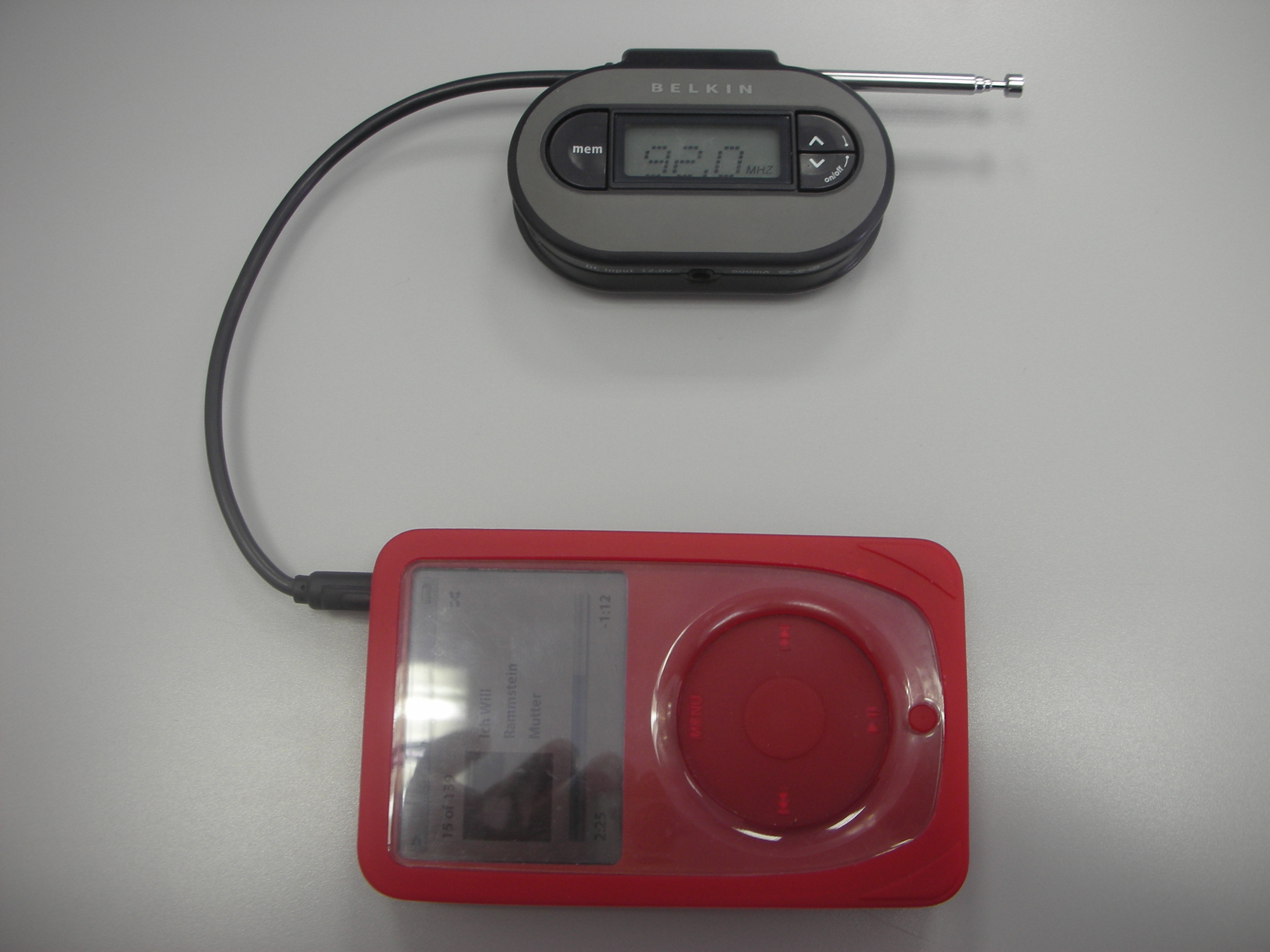
아이팟 비디오 플레이어에 꽂혀있는 안태나가 내장된 벨킨 튠캐스트II 트랜스미터

FM 송신기 또는 FM 트랜스미터는 헤드폰 잭이나 포터블 미디어 플레이어, CD 플레이어, 위성 라디오 시스템과 같은 소리를 장치의 포트에 꽂는 이동식 장치이다. 소리는 송신기를 통해 FM 방송 범위 주파수로 방송한다. 보통 FM 송신기는 카 오디오나 다른 라디오 등의 장치를 통해 음악을 재생하도록 되어 있다.
FM 송신기는 오디오 장치의 오디오 출력에 꽂히면 자동차나 이동식 라디오와 같은 기기에 FM 라디오 신호로 출력하도록 오디오를 변조한다. 시중에 팔리는 많은 장치가 9 미터 (30 피트) 정도의 좁은 범위로 88.0에서 108.0MHz까지의 FM 주파수로 방송할 수 있다. 일부 저가형(싸구려) 송신기는 교육 방송을 목적 또는 특정한 작은 영역의 주파수로 87.7–91.9 MHz으로 고정되어 있다.
FM 송신기는 배터리를 사용하지만 차의 시가 라이터 소켓을 사용하기도 하며, 장치로부터 전원을 갖다쓰기도 한다. 노키아 폰이나 MP3 플레이어와 같은 포터블 오디오 장치에도 쓰이며 또한 집이나 다른 빌딩에서 (컴퓨터 사운드 카드에서와 같은) 다른 출력을 방송하는 데도 쓰인다.

## 같이 보기
- FM 방송
- 주파수 변조
- 해적방송